# Allsvenskan i bandy 1981/1982
Allsvenskan i bandy 1981/1982 var Sveriges högsta division i bandy för herrar säsongen 1981/1982. Detta var första året, som namnet Allsvenskan användes inom bandyn; tidigare hade den högsta divisionen hetat Division I. Södergruppstrean IF Boltic lyckades vinna svenska mästerskapet efter seger med 3-2 mot norrgruppsvinnaren Edsbyns IF i finalmatchen på Söderstadion i Stockholm den 21 mars 1982.

## Förlopp
- Pontus Widén, ordförande i Svenska Bandyförbundet, drev igenom den nya serieindelningen.[2], som innebar en minskning av antalet lag i Sveriges högsta division, från 2x10 säsongen 1980/1981 till 2x8 säsongen 1981/1982. Antalet omgångar i seriespelet utökades från 18 till 22, och även om den geografiska indelningen bestod blev spelet mellan norr och söder nu för första gången mixat, då man mötte lagen i samma grupp två gånger, och lagen från den andra gruppen en gång.
- Skytteligan vanns av Mikael Arvidsson, Villa BK med 40 fullträffar.[3].

## Seriespelet

### Norrgruppen
Spelades 29 november 1981-28 februari 1982.
| Nr | Lag            | S  | V  | O | F  | +/-    | P  |
| -- | -------------- | -- | -- | - | -- | ------ | -- |
| 1  | Edsbyns IF     | 22 | 13 | 3 | 6  | 104-74 | 29 |
| 2  | Selånger SK    | 22 | 12 | 4 | 6  | 84-63  | 28 |
| 3  | Sandvikens AIK | 22 | 12 | 2 | 8  | 93-73  | 26 |
| 4  | Brobergs IF    | 22 | 11 | 3 | 8  | 97-77  | 25 |
| 5  | Ljusdals BK    | 22 | 11 | 2 | 9  | 83-84  | 24 |
| 6  | Västerås SK    | 22 | 9  | 3 | 10 | 73-86  | 21 |
| 7  | IK Sirius      | 22 | 6  | 1 | 15 | 70-101 | 13 |
| 8  | Lesjöfors IF   | 22 | 4  | 1 | 17 | 71-127 | 9  |

### Södergruppen
Spelades 29 november 1981-28 februari 1982.
| Nr | Lag             | S  | V  | O | F  | +/-    | P  |
| -- | --------------- | -- | -- | - | -- | ------ | -- |
| 1  | Villa BK        | 22 | 13 | 7 | 2  | 111-62 | 33 |
| 2  | Ale Surte SK    | 22 | 10 | 7 | 5  | 87-71  | 27 |
| 3  | IF Boltic       | 22 | 11 | 4 | 7  | 98-58  | 26 |
| 4  | IFK Motala      | 22 | 12 | 2 | 8  | 74-67  | 26 |
| 5  | Örebro SK       | 22 | 10 | 0 | 12 | 82-87  | 20 |
| 6  | Vetlanda BK     | 22 | 8  | 1 | 13 | 67-80  | 17 |
| 7  | Nässjö IF       | 22 | 6  | 2 | 14 | 53-89  | 14 |
| 8  | Katrineholms SK | 22 | 6  | 2 | 14 | 62-110 | 14 |

## Seriematcherna

### Norrgruppen
- 29 november 1981 Edsbyns IF-Lesjöfors IF 8-5
- 29 november 1981 Ljusdals BK-IK Sirius 5-4
- 29 november 1981 Sandvikens AIK-Brobergs IF 5-1
- 29 november 1981 Selånger SK-Västerås SK 4-2

- 6 december 1981 Broberg-Ljusdal 2-2
- 6 december 1981 Lesjöfors-Selånger 2-7
- 6 december 1981 Sirius-Sandviken 4-3
- 6 december 1981 Västerås-Edsbyn 2-6

- 12 december 1981 Boltic-Broberg 0-1 (mix)
- 12 december 1981 Katrineholm-Lesjöfors 5-2 (mix)
- 12 december 1981 Motala-Sirius 5-1 (mix)
- 12 december 1981 Örebro-Västerås 2-3 (mix)
- 12 december 1981 Edsbyn-Nässjö 5-1 (mix)
- 12 december 1981 Ljusdal-Vetlanda 6-2 (mix)
- 12 december 1981 Sandviken-Ale Surte 3-3 (mix)
- 12 december 1981 Selånger-Villa 1-1 (mix)

- 13 december 1981 Boltic-Lesjöfors 4-1 (mix)
- 13 december 1981 Katrineholm-Sirius 6-3 (mix)
- 13 december 1981 Motala-Västerås 3-2 (mix)
- 13 december 1981 Örebro-Broberg 10-1 (mix)
- 13 december 1981 Edsbyn-Vetlanda 5-2 (mix)
- 13 december 1981 Ljusdal-Villa 2-5 (mix)
- 13 december 1981 Sandviken-Nässjö 8-2 (mix)
- 13 december 1981 Selånger-Ale Surte 1-1 (mix)

- 16 december 1981 Broberg-Selånger 2-7
- 16 december 1981 Sirius-Edsbyn 2-4
- 17 december 1981 Västerås-Sandviken 1-7

- 20 december 1981 Broberg-Edsbyn 3-2
- 20 december 1981 Sandviken-Lesjöfors 10-4
- 20 december 1981 Västerås-Ljusdal 3-4

- 26 december 1981 Edsbyn-Sandviken 8-0
- 26 december 1981 Lesjöfors-Broberg 6-4
- 26 december 1981 Ljusdal-Selånger 1-3
- 26 december 1981 Sirius-Västerås 3-5

- 27 december 1981 Edsbyn-Ljusdal 8-4
- 27 december 1981 Sandviken-Selånger 9-2
- 27 december 1981 Sirius-Lesjöfors 5-0
- 27 december 1981 Västerås-Broberg 7-4

- 30 december 1981 Selånger-Sirius 6-1
- 30 december 1981 Lesjöfors-Ljusdal 1-4

- 1 januari 1982 Broberg-Sirius 1-1
- 1 januari 1982 Lesjöfors-Västerås 2-8
- 1 januari 1982 Ljusdal-Sandviken 1-7
- 1 januari 1982 Selånger-Edsbyn 2-3

- 3 januari 1982 Ale Surte-Broberg 2-2 (mix)
- 3 januari 1982 Nässjö-Lesjöfors 2-1 (mix)
- 3 januari 1982 Vetlanda-Sirius 5-2 (mix)
- 3 januari 1982 Villa-Västerås 12-3 (mix)
- 3 januari 1982 Edsbyn-Katrineholm 7-2 (mix)
- 3 januari 1982 Ljusdal-Motala 4-3 (mix)
- 3 januari 1982 Sandviken-Boltic 2-2 (mix)
- 3 januari 1982 Selånger-Örebro 5-2 (mix)

- 9 januari 1982 Nässjö-Västerås 1-2 (mix)
- 10 januari 1982 Ale Surte-Sirius 4-1 (mix)
- 10 januari 1982 Vetlanda-Broberg 2-4 (mix)
- 10 januari 1982 Villa-Lesjöfors 6-6 (mix)
- 10 januari 1982 Edsbyn-Örebro 7-4 (mix)
- 10 januari 1982 Ljusdal-Boltic 2-1 (mix)
- 10 januari 1982 Sandviken-Motala 1-4 (mix)
- 10 januari 1982 Selånger-Katrineholm 3-2 (mix)

- 12 januari 1982 Örebro-Ljusdal 4-2 (mix)
- 12 januari 1982 Västerås-Ale Surte 1-4 (mix)
- 13 januari 1982 Boltic-Selånger 4-3 (mix)
- 13 januari 1982 Katrineholm-Sandviken 3-7 (mix)
- 13 januari 1982 Motala-Edsbyn 3-5 (mix)
- 13 januari 1982 Broberg-Nässjö 9-1 (mix)
- 13 januari 1982 Sirius-Villa 2-3 (mix)
- 15 januari 1982 Lesjöfors-Vetlanda 5-3 (mix)

- 20 januari 1982 Edsbyn-Västerås 1-1
- 20 januari 1982 Ljusdal-Broberg 3-2
- 20 januari 1982 Sandviken-Sirius 4-2
- 20 januari 1982 Selånger-Lesjöfors 5-1

- 23 januari 1982 Ale Surte-Ljusdal 6-4 (mix)
- 23 januari 1982 Nässjö-Selånger 3-8 (mix)
- 23 januari 1982 Vetlanda-Sandviken 7-1 (mix)
- 23 januari 1982 Villa-Edsbyn 4-4 (mix)
- 23 januari 1982 Broberg-Motala 2-1 (mix)
- 23 januari 1982 Lesjöfors-Örebro 1-6 (mix)
- 23 januari 1982 Sirius-Boltic 4-7 (mix)
- 23 januari 1982 Västerås-Katrineholm 6-3 (mix)

- 24 januari 1982 Ale Surte-Edsbyn 6-4 (mix)
- 24 januari 1982 Nässjö-Ljusdal 2-3 (mix)
- 24 januari 1982 Vetlanda-Selånger 5-1 (mix)
- 24 januari 1982 Villa-Sandviken 7-2 (mix)
- 24 januari 1982 Broberg-Katrineholm 9-1 (mix)
- 24 januari 1982 Lesjöfors-Motala 2-5 (mix)
- 24 januari 1982 Sirius-Örebro 4-2 (mix)

- 27 januari 1982 Edsbyn-Sirius 3-5
- 27 januari 1982 Ljusdal-Lesjöfors 8-1
- 27 januari 1982 Sandviken-Västerås 1-4
- 27 januari 1982 Selånger-Broberg 4-7

- 29 januari 1982 Västerås-Boltic 3-3 (mix)

- 31 januari 1982 Broberg-Sandviken 3-6
- 31 januari 1982 Lesjöfors-Edsbyn 4-8
- 31 januari 1982 Sirius-Ljusdal 6-5
- 31 januari 1982 Västerås-Selånger 2-2

- 14 februari 1982 Edsbyn-Broberg 3-9
- 14 februari 1982 Ljusdal-Västerås 7-3
- 14 februari 1982 Sirius-Selånger 3-4
- 16 februari 1982 Lesjöfors-Sandviken 2-3

- 19 februari 1982 Broberg-Lesjöfors 10-3
- 19 februari 1982 Sandviken-Edsbyn 3-2
- 19 februari 1982 Selånger-Ljusdal 4-4
- 19 februari 1982 Västerås-Sirius 7-1

- 21 februari 1982 Boltic-Edsbyn 1-1 (mix)
- 21 februari 1982 Katrineholm-Ljusdal 4-5 (mix)
- 21 februari 1982 Motala-Selånger 3-1 (mix)
- 21 februari 1982 Örebro-Sandviken 4-3 (mix)
- 21 februari 1982 Västerås-Vetlanda 4-1 (mix)
- 21 februari 1982 Broberg-Villa 4-5 (mix)
- 21 februari 1982 Lesjöfors-Ale Surte 7-8 (mix)
- 21 februari 1982 Sirius-Nässjö 6-5 (mix)

- 24 februari 1982 Broberg-Västerås 8-2
- 24 februari 1982 Lesjöfors-Sirius 8-6
- 24 februari 1982 Ljusdal-Edsbyn 4-6
- 24 februari 1982 Selånger-Sandviken 4-1

- 28 februari 1982 Edsbyn-Selånger 4-7
- 28 februari 1982 Sandviken-Ljusdal 7-3
- 28 februari 1982 Sirius-Broberg 4-9
- 28 februari 1982 Västerås-Lesjöfors 2-7

### Södergruppen
- 29 november 1981 IF Boltic-Ale Surte SK 6-2
- 29 november 1981 Katrineholms SK-Nässjö IF 1-2
- 29 november 1981 IFK Motala-Vetlanda BK 4-3
- 29 november 1981 Örebro SK-Villa BK 8-1

- 5 december 1981 Nässjö-Örebro 3-2
- 6 december 1981 Ale Surte-Motala 6-2
- 6 december 1981 Vetlanda-Boltic 2-1
- 6 december 1981 Villa-Katrineholm 9-0

- 12 december 1981 Boltic-Broberg 0-1 (mix)
- 12 december 1981 Katrineholm-Lesjöfors 5-2 (mix)
- 12 december 1981 Motala-Sirius 5-1 (mix)
- 12 december 1981 Örebro-Västerås 2-3 (mix)
- 12 december 1981 Edsbyn-Nässjö 5-1 (mix)
- 12 december 1981 Ljusdal-Vetlanda 6-2 (mix)
- 12 december 1981 Sandviken-Ale Surte 3-3 (mix)
- 12 december 1981 Selånger-Villa 1-1 (mix)

- 13 december 1981 Boltic-Lesjöfors 4-1 (mix)
- 13 december 1981 Katrineholm-Sirius 6-3 (mix)
- 13 december 1981 Motala-Västerås 3-2 (mix)
- 13 december 1981 Örebro-Broberg 10-1 (mix)
- 13 december 1981 Edsbyn-Vetlanda 5-2 (mix)
- 13 december 1981 Ljusdal-Villa 2-5 (mix)
- 13 december 1981 Sandviken-Nässjö 8-2 (mix)
- 13 december 1981 Selånger-Ale Surte 1-1 (mix)

- 16 december 1981 Ale Surte-Örebro 8-2
- 16 december 1981 Nässjö-Motala 3-1
- 17 december 1981 Vetlanda-Katrineholm 5-3
- 18 december 1981 Villa-Boltic 1-5

- 20 december 1981 Ale Surte-Katrineholm 2-2
- 20 december 1981 Boltic-Nässjö 6-2
- 20 december 1981 Villa-Motala 7-4
- 20 december 1981 Örebro-Vetlanda 5-0

- 26 december 1981 Katrineholm-Boltic 4-3
- 26 december 1981 Motala-Örebro 2-1
- 26 december 1981 Nässjö-Ale Surte 4-2
- 26 december 1981 Vetlanda-Villa 2-6

- 27 december 1981 Boltic-Örebro 7-2
- 27 december 1981 Katrineholm-Motala 2-2
- 27 december 1981 Vetlanda-Nässjö 5-3
- 27 december 1981 Villa-Ale Surte 2-2

- 1 januari 1982 Ale Surte-Vetlanda 5-2
- 1 januari 1982 Motala-Boltic 5-2
- 1 januari 1982 Nässjö-Villa 3-3
- 1 januari 1982 Örebro-Katrineholm 6-3

- 3 januari 1982 Ale Surte-Broberg 2-2 (mix)
- 3 januari 1982 Nässjö-Lesjöfors 2-1 (mix)
- 3 januari 1982 Vetlanda-Sirius 5-2 (mix)
- 3 januari 1982 Villa-Västerås 12-3 (mix)
- 3 januari 1982 Edsbyn-Katrineholm 7-2 (mix)
- 3 januari 1982 Ljusdal-Motala 4-3 (mix)
- 3 januari 1982 Sandviken-Boltic 2-2 (mix)
- 3 januari 1982 Selånger-Örebro 5-2 (mix)

- 9 januari 1982 Nässjö-Västerås 1-2 (mix)
- 10 januari 1982 Ale Surte-Sirius 4-1 (mix)
- 10 januari 1982 Vetlanda-Broberg 2-4 (mix)
- 10 januari 1982 Villa-Lesjöfors 6-6 (mix)
- 10 januari 1982 Edsbyn-Örebro 7-4 (mix)
- 10 januari 1982 Ljusdal-Boltic 2-1 (mix)
- 10 januari 1982 Sandviken-Motala 1-4 (mix)
- 10 januari 1982 Selånger-Katrineholm 3-2 (mix)

- 12 januari 1982 Örebro-Ljusdal 4-2 (mix)
- 12 januari 1982 Västerås-Ale Surte 1-4 (mix)
- 13 januari 1982 Boltic-Selånger 4-3 (mix)
- 13 januari 1982 Katrineholm-Sandviken 3-7 (mix)
- 13 januari 1982 Motala-Edsbyn 3-5 (mix)
- 13 januari 1982 Broberg-Nässjö 9-1 (mix)
- 13 januari 1982 Sirius-Villa 2-3 (mix)
- 15 januari 1982 Lesjöfors-Vetlanda 5-3 (mix)

- 20 januari 1982 Boltic-Vetlanda 5-3
- 20 januari 1982 Katrineholm-Villa 2-9
- 20 januari 1982 Motala-Ale Surte 2-2
- 20 januari 1982 Örebro-Nässjö 3-2

- 23 januari 1982 Ale Surte-Ljusdal 6-4 (mix)
- 23 januari 1982 Nässjö-Selånger 3-8 (mix)
- 23 januari 1982 Vetlanda-Sandviken 7-1 (mix)
- 23 januari 1982 Villa-Edsbyn 4-4 (mix)
- 23 januari 1982 Broberg-Motala 2-1 (mix)
- 23 januari 1982 Lesjöfors-Örebro 1-6 (mix)
- 23 januari 1982 Sirius-Boltic 4-7 (mix)
- 23 januari 1982 Västerås-Katrineholm 6-3 (mix)

- 24 januari 1982 Ale Surte-Edsbyn 6-4 (mix)
- 24 januari 1982 Nässjö-Ljusdal 2-3 (mix)
- 24 januari 1982 Vetlanda-Selånger 5-1 (mix)
- 24 januari 1982 Villa-Sandviken 7-2 (mix)
- 24 januari 1982 Broberg-Katrineholm 9-1 (mix)
- 24 januari 1982 Lesjöfors-Motala 2-5 (mix)
- 24 januari 1982 Sirius-Örebro 4-2 (mix)

- 27 januari 1982 Boltic-Villa 2-4
- 27 januari 1982 Katrineholm-Vetlanda 4-2
- 27 januari 1982 Motala-Nässjö 3-2
- 27 januari 1982 Örebro-Ale Surte 4-2

- 29 januari 1982 Västerås-Boltic 3-3 (mix)

- 30 januari 1982 Vetlanda-Motala 3-5
- 31 januari 1982 Ale Surte-Boltic 4-4
- 31 januari 1982 Nässjö-Katrineholm 2-0
- 31 januari 1982 Villa-Örebro 9-1

- 13 februari 1982 Nässjö-Boltic 3-7
- 14 februari 1982 Katrineholm-Ale Surte 6-3
- 14 februari 1982 Motala-Villa 1-6
- 14 februari 1982 Vetlanda-Örebro 5-4

- 19 februari 1982 Ale Surte-Nässjö 8-3
- 19 februari 1982 Boltic-Katrineholm 12-1
- 19 februari 1982 Villa-Vetlanda 2-2
- 19 februari 1982 Örebro-Motala 4-3

- 21 februari 1982 Boltic-Edsbyn 1-1 (mix)
- 21 februari 1982 Katrineholm-Ljusdal 4-5 (mix)
- 21 februari 1982 Motala-Selånger 3-1 (mix)
- 21 februari 1982 Örebro-Sandviken 4-3 (mix)
- 21 februari 1982 Västerås-Vetlanda 4-1 (mix)
- 21 februari 1982 Broberg-Villa 4-5 (mix)
- 21 februari 1982 Lesjöfors-Ale Surte 7-8 (mix)
- 21 februari 1982 Sirius-Nässjö 6-5 (mix)

- 24 februari 1982 Ale Surte-Villa 2-5
- 24 februari 1982 Motala-Katrineholm 7-3
- 24 februari 1982 Nässjö-Vetlanda 0-2
- 24 februari 1982 Örebro-Boltic 2-11

- 28 februari 1982 Boltic-Motala 5-6
- 28 februari 1982 Katrineholm-Örebro 5-4
- 28 februari 1982 Vetlanda-Ale Surte 4-5
- 28 februari 1982 Villa-Nässjö 4-4

## Slutspel om svenska mästerskapet 1982

### Kvartsfinaler (bäst av tre)
- 5 mars 1982: Ale Surte SK-Selånger SK 3-5
- 5 mars 1982: Edsbyns IF-IFK Motala 6-3
- 5 mars 1982: Sandvikens AIK-IF Boltic 2-5
- 5 mars 1982: Villa BK-Brobergs IF 3-5

- 7 mars 1982: Selånger SK-Ale Surte SK 3-1 (Selånger SK vidare med 2-0 i matcher)
- 7 mars 1982: IFK Motala-Edsbyns IF 4-3
- 7 mars 1982: IF Boltic-Sandvikens AIK 4-2 (IF Boltic vidare med 2-0 i matcher)
- 7 mars 1982: Brobergs IF-Villa BK 4-2 (Brobergs IF vidare med 2-0 i matcher)

- 9 mars 1982: Edsbyns IF-IFK Motala 5-0 (Edsbyns IF vidare med 2-1 i matcher)

### Semifinaler (bäst av tre)
- 12 mars 1982: Selånger SK-Edsbyns IF 2-3
- 12 mars 1982: Brobergs IF-IF Boltic 2-4

- 14 mars 1982: Edsbyns IF-Selånger SK 8-2 (Edsbyns IF vidare med 2-0 i matcher)
- 14 mars 1982: IF Boltic-Brobergs IF 0-1

- 16 mars 1982: IF Boltic-Brobergs IF 6-5 (IF Boltic vidare med 2-1 i matcher)

### Final
- 21 mars 1982: IF Boltic-Edsbyns IF 3-2 (Söderstadion, Stockholm)